# Chef d'état-major de l'armée de terre des États-Unis
Le chef d'état-major de l'armée de terre des États-Unis (en anglais : Chief of Staff of the United States Army, CSA) est un général quatre étoiles qui dirige l'état-major de l'armée de terre américaine et est responsable de l'état de préparation de celle-ci. Depuis 2023, la fonction est occupée par le général Randy A. George (en).

## Rôle
Comme les autres chefs des services militaires, il n'a pas de commandement opérationnel : il est membre du Joint Chiefs of Staff et est le conseiller militaire du président des États-Unis pour tout ce qui touche à l'armée de terre.

## Nomination
Le chef d'état-major est nommé par le président des États-Unis parmi les officiers généraux quatre étoiles pour un mandat de quatre ans et doit être confirmé par un vote du Sénat. Il peut être reconduit pour un nouveau mandat de quatre ans en cas de guerre ou d'urgence nationale déclarée par le Congrès.

## Histoire
Durant la guerre d'indépendance de 1775 à 1783, l'armée continentale est dirigée par George Washington avec le titre de le commandant-en-chef. Après 1783, le plus haut responsable militaire de l'armée, qui est subordonné au secrétaire à la Guerre, porte le titre de Senior officer puis de Commanding General of the United States Army à partir de 1821. La fonction est occupée par l'officier général le plus élevé de la hiérarchie, mais elle ne présente pas de caractère officiel.
En 1903, le poste de chef de l'état-major est statutairement créé et son premier titulaire prend ses fonctions le 15 août.

## Liste des chefs d'état-major
| Ordre   | Nom                     | Entrée en fonction | Fin               | Portrait |
| ------- | ----------------------- | ------------------ | ----------------- | -------- |
| 1       | Samuel Young            | 15 août 1903       | 8 janvier 1904    |          |
| 2       | Adna R. Chaffee         | 9 janvier 1904     | 14 janvier 1906   |          |
| 3       | John C. Bates           | 15 janvier 1906    | 13 avril 1906     |          |
| 4       | J. Franklin Bell        | 14 avril 1906      | 21 avril 1910     |          |
| 5       | Leonard Wood            | 22 avril 1910      | 21 avril 1914     |          |
| 6       | William W. Wotherspoon  | 22 avril 1914      | 16 novembre 1914  |          |
| 7       | Hugh L. Scott           | 17 novembre 1914   | 22 septembre 1917 |          |
| 8       | Tasker H. Bliss         | 23 septembre 1917  | 19 mai 1918       |          |
| 9       | Peyton C. March         | 20 mai 1918        | 30 juin 1921      |          |
| 10      | John J. Pershing        | 1 juillet 1921     | 13 septembre 1924 |          |
| 11      | John L. Hines           | 14 septembre 1924  | 20 novembre 1926  |          |
| 12      | Charles P. Summerall    | 21 novembre 1926   | 20 novembre 1930  |          |
| 13      | Douglas MacArthur       | 21 novembre 1930   | 1er octobre 1935  |          |
| 14      | Malin Craig             | 2 octobre 1935     | 31 août 1939      |          |
| 15      | George C. Marshall      | 1er septembre 1939 | 18 novembre 1945  |          |
| 16      | Dwight D. Eisenhower    | 19 novembre 1945   | 6 février 1948    |          |
| 17      | Omar N. Bradley         | 7 février 1948     | 15 août 1949      |          |
| 18      | Joseph Lawton Collins   | 16 août 1949       | 14 août 1953      |          |
| 19      | Matthew B. Ridgway      | 15 août 1953       | 29 juin 1955      |          |
| 20      | Maxwell D. Taylor       | 30 juin 1955       | 30 juin 1959      |          |
| 21      | Lyman Lemnitzer         | 1er juillet 1959   | 30 septembre 1960 |          |
| 22      | George H. Decker        | 1er octobre 1960   | 30 septembre 1962 |          |
| 23      | Earle G. Wheeler        | 1er octobre 1962   | 2 juillet 1964    |          |
| 24      | Harold Keith Johnson    | 3 juillet 1964     | 2 juillet 1968    |          |
| 25      | William C. Westmoreland | 3 juillet 1968     | 30 juin 1972      |          |
| Intérim | Bruce Palmer            | 1er juillet 1972   | 11 octobre 1972   |          |
| 26      | Creighton Abrams        | 12 octobre 1972    | 4 septembre 1974  |          |
| 27      | Frederick C. Weyand     | 3 octobre 1974     | 30 septembre 1976 |          |
| 28      | Bernard W. Rogers       | 1er octobre 1976   | 21 juin 1979      |          |
| 29      | Edward C. Meyer         | 22 juin 1979       | 21 juin 1983      |          |
| 30      | John Wickham            | 23 juli 1983       | 23 juin 1987      |          |
| 31      | Carl Vuono              | 23 juin 1987       | 21 juin 1991      |          |
| 32      | Gordon Sullivan         | 21 juin 1991       | 20 juin 1995      |          |
| 33      | Dennis Reimer           | 20 juin 1995       | 21 juin 1999      |          |
| 34      | Eric Shinseki           | 21 juin 1999       | 11 juin 2003      |          |
| 35      | Peter Schoomaker        | 1er août 2003      | 10 avril 2007     |          |
| 36      | George William Casey    | 10 avril 2007      | 10 avril 2011     |          |
| 37      | Martin Dempsey          | 11 avril 2011      | 7 septembre 2011  |          |
| 38      | Raymond T. Odierno      | 7 septembre 2011   | 14 août 2015      |          |
| 39      | Mark A. Milley          | 14 août 2015       | 9 août 2019       |          |
| 40      | James C. McConville     | 9 août 2019        | 4 août 2023       |          |
| 41      | Randy A. George         | 4 août 2023        | En fonction       |          |

## Dans la fiction
- Dans le film La Chute de la Maison-Blanche en 2016, Edward Clegg (joué par Robert Forster) est le chef de l'état-major.

## Sources
- Historical Resources Branch, United States Army Center of Military History

- (en) Cet article est partiellement ou en totalité issu de l’article de Wikipédia en anglais intitulé « Chief of Staff of the United States Army » (voir la liste des auteurs).